# Francisco Adam
Francisco Adam (Francisco Amaro Rodrigues Adam, Lisboa, 13 de Agosto de 1983 – Samora Correia, 16 de Abril de 2006) foi um actor e modelo português que ficou conhecido pela sua personagem Dino, na série juvenil da TVI Morangos com Açúcar.

## Morte
Na madrugada de 16 de Abril de 2006, Francisco Adam foi a primeira vítima mortal do despiste de um automóvel que conduzia e no qual seguiam mais dois passageiros. Adam seguia para Santa Cruz (Torres Vedras), vindo de uma sessão de autógrafos quando se deu o acidente.
No mesmo carro seguiam Filipe Diegues, que sobreviveu com ferimentos ligeiros, e Osvaldo Serrão, que lutou pela vida durante 12 dias no Hospital de Santa Maria e que, após ser transferido para o Hospital Garcia de Orta, em Almada, acabou por morrer.
O resultado da autópsia a Adam, designadamente do exame toxicológico, revelou a presença de cocaína, anfetaminas, cafeína e álcool no sangue do actor, substâncias que terá consumido momentos antes do acidente fatal.

Mais tarde os DZR'T escreveram uma música de homenagem, escondida no 2.º álbum, na canção "Imagina comigo".[carece de fontes?]